# Windham County (Connecticut)
Windham County ist ein County im Bundesstaat Connecticut mit 109.091 Einwohnern. Der traditionelle Verwaltungssitz (County Seat) ist Windham, 1895–1960 Willimantic, allerdings wurden in Connecticut alle lokalen Verwaltungsfunktionen auf die Gemeinden übertragen.

## Geographie
Das County hat eine Fläche von 1351 Quadratkilometern, wovon 23 Quadratkilometer Wasserfläche sind. Es grenzt im Uhrzeigersinn an folgende Countys: Worcester County (Massachusetts), Providence County und Kent County (Rhode Island), sowie New London County und Tolland County.

## Geschichte
Windham County wurde 1726 aus Teilen von Hartford County und New London County gebildet.

## Demografische Daten

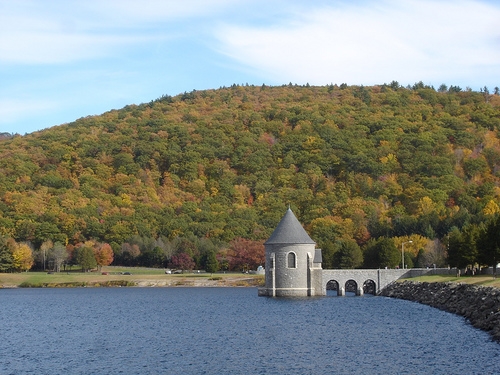
Das Barkhamsted Reservoir

Nach der Volkszählung im Jahr 2000 lebten im County 109.091 Menschen. Es gab 41.142 Haushalte und 28.223 Familien. Die Bevölkerungsdichte betrug 82 Einwohner pro Quadratkilometer. Ethnisch betrachtet setzte sich die Bevölkerung zusammen aus 91,27 Prozent Weißen, 1,87 Prozent Afroamerikanern, 0,48 Prozent amerikanischen Ureinwohnern, 0,83 Prozent Asiaten, 0,04 Prozent Bewohnern aus dem pazifischen Inselraum und 3,59 Prozent aus anderen ethnischen Gruppen; 7,09 Prozent der Gesamtbevölkerung waren spanischer oder lateinamerikanischer Abstammung.
Von den 41.142 Haushalten hatten 33,5 Prozent Kinder und Jugendliche unter 18 Jahre, die bei ihnen lebten. 52,3 Prozent waren verheiratete, zusammenlebende Paare, 11,9 Prozent waren allein erziehende Mütter. 31,4 Prozent waren keine Familien. 24,3 Prozent waren Singlehaushalte und in 9,6 Prozent lebten Menschen im Alter von 65 Jahren oder darüber. Die Durchschnittshaushaltsgröße betrug 2,56 und die durchschnittliche Familiengröße lag bei 3,04 Personen.
|  |

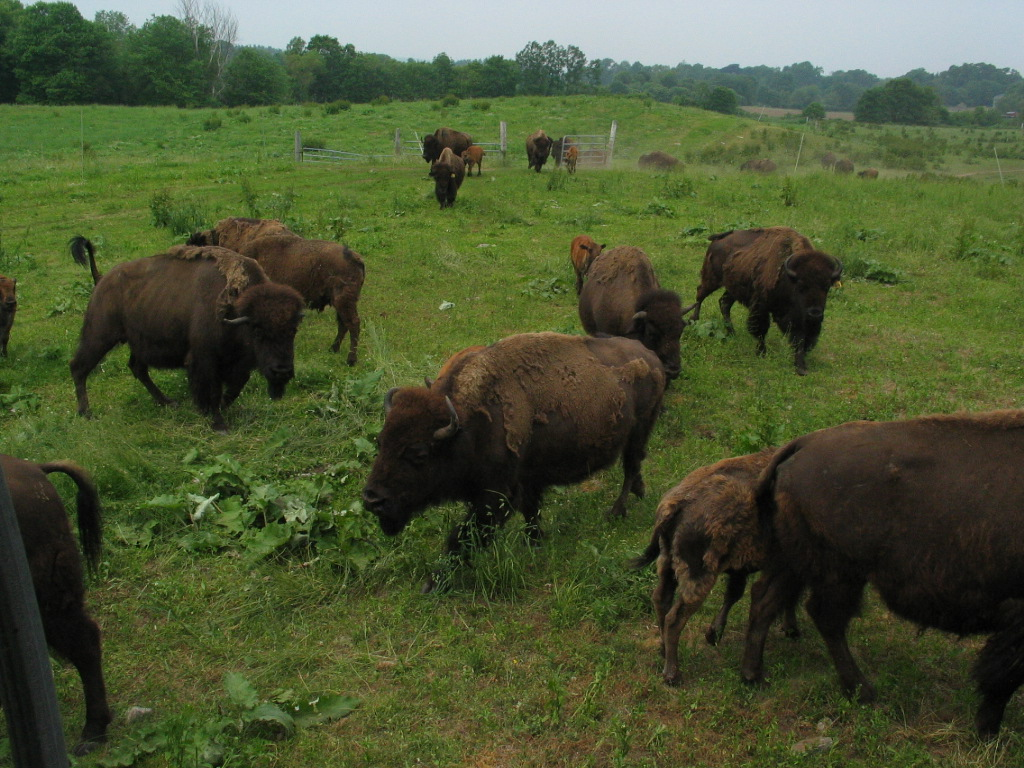
Eine Bison-Farm

Auf das gesamte County bezogen setzte sich die Bevölkerung zusammen aus 25,1 Prozent Einwohnern unter 18 Jahren, 9,6 Prozent zwischen 18 und 24 Jahren, 30,3 Prozent zwischen 25 und 44 Jahren, 22,7 Prozent zwischen 45 und 64 Jahren und 12,3 Prozent waren 65 Jahre alt oder darüber. Das Durchschnittsalter betrug 36 Jahre. Auf 100 weibliche Personen kamen 97,3 männliche Personen, auf 100 Frauen im Alter ab 18 Jahren kamen statistisch 94,0 Männer.
Das jährliche Durchschnittseinkommen eines Haushalts betrug 45.115 USD, das Durchschnittseinkommen der Familien betrug 52.490 USD. Männer hatten ein Durchschnittseinkommen von 38.319 USD, Frauen 26.745 USD. Das Prokopfeinkommen betrug 20.443 USD. 8,5 Prozent der Bevölkerung und 5,7 Prozent der Familien lebten unterhalb der Armutsgrenze. Darunter waren 10,3 Prozent der Bevölkerung unter 18 Jahren und 7,1 Prozent der Einwohner ab 65 Jahren.

## Sehenswürdigkeiten

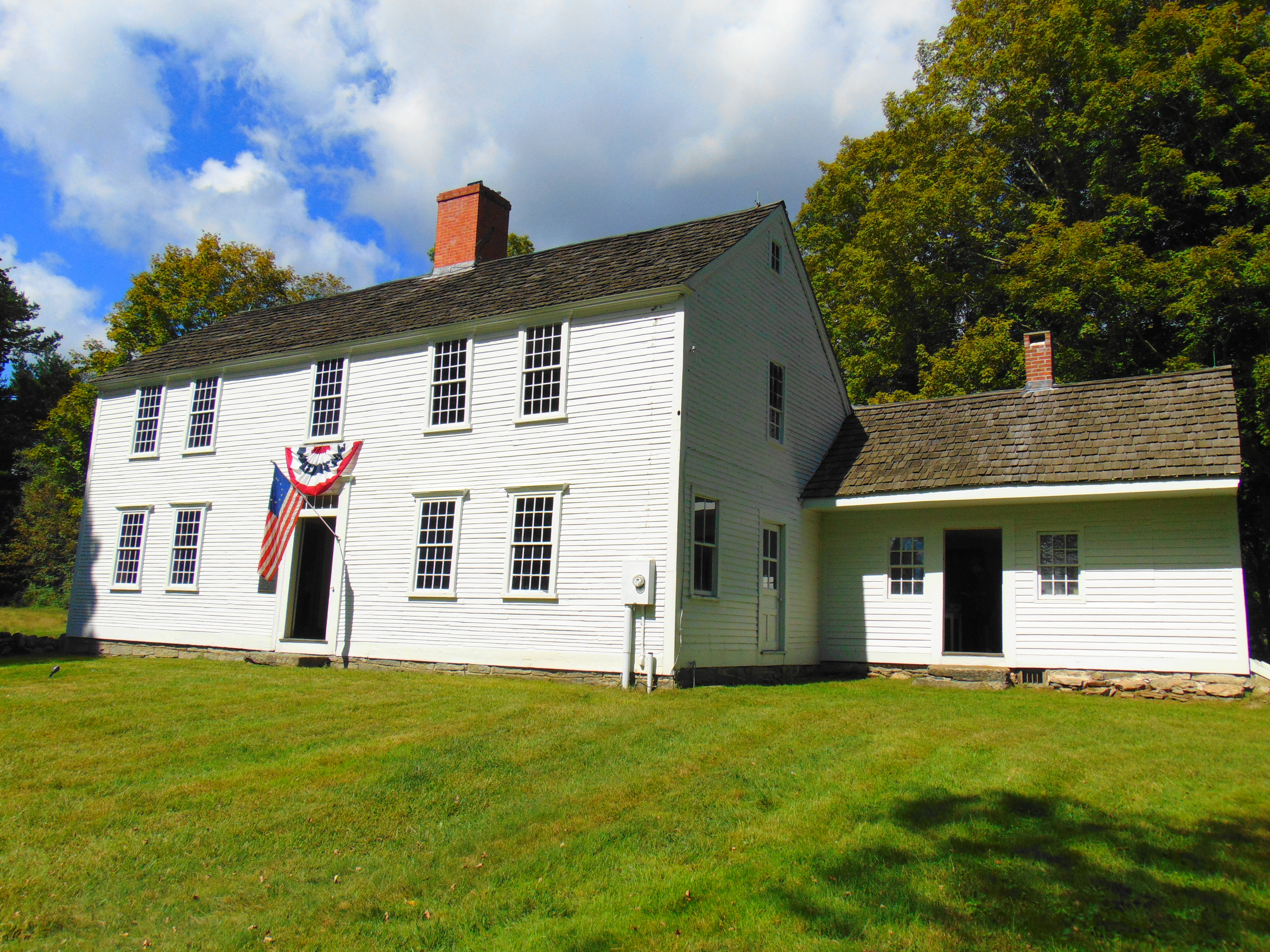
Samuel Huntington Birthplace in Scotland (2018). In diesem Saltbox-Haus wurde 1731 der Gründervater Samuel Huntington geboren. Er war der erste Präsident des Konföderationskongresses und einer der Unterzeichner der Unabhängigkeitserklärung der Vereinigten Staaten. Im November 1971 erhielt das Gebäude als erstes Objekt im County den Status eines National Historic Landmarks zuerkannt.

85 Bauwerke, Stätten und historische Bezirke (Historic Districts) im New London County sind im National Register of Historic Places („Nationales Verzeichnis historischer Orte“; NRHP) eingetragen (Stand 9. November 2022), darunter haben das Henry C. Bowen House, das Prudence Crandall House und die Samuel Huntington Birthplace den Status von National Historic Landmarks („Nationales historisches Wahrzeichen“).

## Orte im Windham County

### Towns
| - Ashford - Brooklyn - Canterbury | - Chaplin - Eastford - Hampton | - Killingly - Plainfield - Pomfret | - Putnam - Scotland - Sterling | - Thompson - Windham - Woodstock |

### Weitere Orte
- Abington
- Almyville
- Attawaugan
- Ballouville
- Bedlam Corner
- Central Village
- Clarks Corner
- Danielson (Borough)
- Dayville
- East Brooklyn
- East Killingly
- East Putnam
- East Thompson
- East Woodstock
- Ekonk
- Elliotts
- Elmville
- Fabyan
- Grosvenor Dale
- Harrisville
- Kenyonville
- Killingly Center
- Mechanicsville
- Moosup
- Mount Hope
- North Ashford
- North Grosvenor Dale
- North Windham
- North Woodstock
- Oneco
- Phoenixville
- Pineville
- Pomfret Center
- Pomfret Landing
- Putnam Heights
- Quaddick
- Quebec
- Quinebaug
- Rawson
- Rogers
- Roseland Park
- Sherman Corner
- South Chaplin
- South Killingly
- South Windham
- South Woodstock
- Stetson Corner
- Warrenville
- Wauregan
- West Ashford
- West Thompson
- West Wauregan
- West Woodstock
- Westford
- Westminster
- Willimantic
- Wilsonville
- Woodstock Valley